# Kommunarka
Kommunarka (russisch Коммунарка) ist ein Stadtteil der russischen Hauptstadt Moskau mit 5223 Einwohnern (Stand 14. Oktober 2010). Er gehört zum Moskauer Verwaltungsbezirk Nowomoskowski und liegt südsüdwestlich des Stadtzentrums an der Kalugaer Chaussee bei Kilometer 4 ab dem Moskauer Autobahnring.
Ursprünglich ein Sowchos, wurde Kommunarka später ländliche Siedlung (possjolok) des Rajons Leninski der Oblast Moskau, wobei es ab 2005 Teil der Landgemeinde Sossenskoje selskoje posselenije war. Zum 1. Juli 2012 wurde Kommunarka mit der gesamten Gemeinde und weiteren Teilen des Rajons an die Stadt Moskau angeschlossen und in den neu geschaffenen Verwaltungsbezirk Nowomoskowski eingegliedert.
Während des Großen Terrors wurde dort auf der Sommerresidenz des Geheimdienstchefs Jagoda ein Hinrichtungsort des NKWD eingerichtet. Vom 2. September 1937 bis zum 16. Oktober 1941 wurden in Kommunarka 4527 Personen bestattet, welche gestützt auf den NKWD-Befehl Nr. 00447 erschossen worden waren.
Bevölkerungsentwicklung
| Jahr | Einwohner |
| ---- | --------- |
| 2002 | 4723      |
| 2010 | 5223      |

Anmerkung: Volkszählungsdaten